# Base Aérea de RAF Lakenheath
Base Aérea RAF Lakenheath é uma base aérea da OTAN e da Força Aérea dos Estados Unidos existente perto da vila de Lakenheath, Suffolk, Inglaterra.